# Wydma ustalana
Wydma ustalana – rodzaj wydmy, wyróżnianej ze względu na dynamikę. Jest formą pośrednią pomiędzy wydmą ruchomą a ustaloną, ponieważ porusza się coraz wolniej i jest zarastana przez roślinność. Najczęściej do tej kategorii należy wydma szara, czyli zawierająca w górnej warstwie arenosole oraz porośnięta trawą lub wrzosowiskiem. Prowadzi się też czasem sztuczne zalesianie wydm w celu ustalenia ich położenia (i tak np. Wydma Lubiatowska koło Lubiatowa na Pomorzu jest w trakcie ustalania).